# Communauté de communes du Pays de Bray
La communauté de communes du Pays de Bray, est une communauté de communes française, située dans le département de l'Oise.

## Histoire
La communauté de communes a été créée par un arrêté préfectoral du 31 décembre 1997.
La commune de Sérifontaine, jusqu'alors isolée, a rejoint la communauté de communes le 1er janvier 2014, devenant ainsi sa 23e commune membre,.

## Territoire communautaire

### Géographie
Le territoire de la communauté de communes se trouve en limite ouest du département de l’Oise, jouxtant la Seine-Maritime à l’ouest et l’Eure au sud, à 15 minutes de Beauvais et à moins d’une heure de Rouen.
Elle est desservie principalement par la route nationale 31.

### Composition
La communauté de communes est composée des 23 communes suivantes :

| Nom                         | Code Insee | Gentilé         | Superficie (km2) | Population (dernière pop. légale) | Densité (hab./km2) |
| --------------------------- | ---------- | --------------- | ---------------- | --------------------------------- | ------------------ |
| Lachapelle-aux-Pots (siège) | 60333      | Capellois       | 9,85             | 1 534 (2022)                      | 156                |
| Blacourt                    | 60073      |                 | 11,49            | 576 (2022)                        | 50                 |
| Le Coudray-Saint-Germer     | 60164      |                 | 13,48            | 857 (2022)                        | 64                 |
| Cuigy-en-Bray               | 60187      | Cuigyciens      | 9,81             | 966 (2022)                        | 98                 |
| Espaubourg                  | 60220      | Spalburgiens    | 5,99             | 504 (2022)                        | 84                 |
| Flavacourt                  | 60235      | Flavacourtois   | 18,51            | 677 (2022)                        | 37                 |
| Hodenc-en-Bray              | 60315      | Hodenquois      | 9,94             | 484 (2022)                        | 49                 |
| Labosse                     | 60331      | Labossois       | 14,22            | 457 (2022)                        | 32                 |
| Lalande-en-Son              | 60343      | Lansonnais      | 5,99             | 598 (2022)                        | 100                |
| Lalandelle                  | 60344      | Landellois      | 11,23            | 521 (2022)                        | 46                 |
| Lhéraule                    | 60359      | Lhéraulais      | 2,76             | 202 (2022)                        | 73                 |
| Ons-en-Bray                 | 60477      |                 | 13,95            | 1 375 (2022)                      | 99                 |
| Puiseux-en-Bray             | 60516      |                 | 8,01             | 397 (2022)                        | 50                 |
| Saint-Aubin-en-Bray         | 60567      |                 | 6,38             | 1 193 (2022)                      | 187                |
| Saint-Germer-de-Fly         | 60577      | Gérémarois      | 19,9             | 1 680 (2022)                      | 84                 |
| Saint-Pierre-es-Champs      | 60592      |                 | 10,8             | 679 (2022)                        | 63                 |
| Sérifontaine                | 60616      | Sérifontainois  | 20,43            | 2 798 (2022)                      | 137                |
| Talmontiers                 | 60626      | Talmontois      | 9,23             | 648 (2022)                        | 70                 |
| Le Vaumain                  | 60660      |                 | 8,1              | 409 (2022)                        | 50                 |
| Le Vauroux                  | 60662      |                 | 9,74             | 500 (2022)                        | 51                 |
| Villembray                  | 60677      | Villembraysiens | 6,53             | 248 (2022)                        | 38                 |
| Villers-Saint-Barthélemy    | 60681      |                 | 9,9              | 470 (2022)                        | 47                 |
| Villers-sur-Auchy           | 60687      |                 | 8,59             | 371 (2022)                        | 43                 |

### Démographie
| 1968   | 1975   | 1982   | 1990   | 1999   | 2009   | 2014   |
| ------ | ------ | ------ | ------ | ------ | ------ | ------ |
| 11 080 | 11 514 | 12 815 | 15 199 | 16 792 | 17 791 | 18 487 |

## Administration

### Siège
Le siège de la communauté de communes est à Lachapelle-aux-Pots, 2 rue d’Hodenc.

### Élus
L'intercommunalité est administrée par son Conseil communautaire, composé pour la mandature 2020-2026  de 33 conseillers municipaux représentant chaque commune membre et répartis en fonction de leur population de la manière suivante :

- 5 délégués pour Sérifontaine ;

- 3 délégués pour La Chapelle-aux-Pots  et Saint-Germer-de-Fly ;

- 2 délégués pour Ons-en-Bray, Saint-Aubin-en-Bray ;

- 1 délégué ou son suppléant pour les autres communes.

Au terme des élections municipales de 2020 dans l'Oise, le Conseil Communautaire du 15 juillet 2020 à élu son nouveau président, Jean-Michel Duda, maire de Le Vaumain et ses cinq vice-présidents pour le mandat 2020-2026, qui sont :
1. M. Alain Levasseur, maire de Saint-Germer-De-Fly, chargé de l'assainissement collectif et non collectif, la gestion des déchets, l'eau et l'énergie ;
2. M. Patrick Batot, maire d'Espaubourg,  chargé  de l'habitat, les travaux et entretien des bâtiments intercommunaux;
3. M. Jean-Pierre Blancfene, adjoint au maire de Lachapelle-aux-Pots, chargé de l'urbanisme et PLUiH ;
4. Mme Pascale Mondon, maire de Villers-sur-auchy, chargée des finances, la culture, le tourisme et l'action sociale ;
5. M. Didier Pigné, adjoint au maire de Sérifontaine, chargé du développement économique, l'aménagement du territoire et des transports.

Le président et les vice-présidents  forment ainsi le bureau de la communauté pour la fin de la mandature 2020-2026.

### Liste des présidents
| Période                                  | Période                 | Identité         | Étiquette | Qualité |
| ---------------------------------------- | ----------------------- | ---------------- | --------- | --- |
| Les données manquantes sont à compléter. |                         |                  |           | |
| 2001                                     | novembre 2017           | Nadège Lefebvre  | LR        | Responsable de ressources humaines Maire de Lachapelle-aux-Pots (2008 → ) Sénatrice de l'Oise (2017 → 2017) Vice-présidente puis présidente (2017 → ) du conseil départemental de l'Oise Démissionnaire à la suite de son élection comme présidente du conseil départemental |
| novembre 2017                            | juillet 2020            | Alain Levasseur  | SE        | Maire de Saint-Germer-de-Fly (2014 → ) |
| juillet 2020                             | En cours (au 29/3/2021) | Jean-Michel Duda |           | Chef d'entreprise retraité Maire du Vaumain (2008 → ) |

### Compétences
La communauté de communes exerce les compétences qui lui sont transférées par les communes membres, dans les conditions fixées par le code général des collectivités territoriales. Il s'agit :
Compétences obligatoires
- L’aménagement de l’espace communautaire
- Les actions de développement économique d’intérêt communautaire

Compétences optionnelles
- La protection et la mise en valeur de l’environnement
- L’habitat et le cadre de vie.
- Les équipements sportifs et scolaires.
- Diverses actions sociales et l’emploi.

Compétences facultatives
- Une élaboration et suivi d’un programme local de l’habitat (P.L.H.).
- Le secours et lutte contre l’incendie avec une cotisation au SDIS de l’Oise.
- Le transport.
- Les diverses études, programmation et promotion.
- La sécurité et prévention de la délinquance.
- Les groupements de commandes[10].

### Organismes de regroupement
En 2017, la communauté de communes est membre du syndicat mixte du département de l'Oise pour le transport et le traitement des déchets ménagers et assimilés.

### Fiscalité et budget
La Communauté de communes est un établissement public de coopération intercommunale à fiscalité propre.
Afin de financer l'exercice de ses compétences, la communauté de communes perçoit une fiscalité additionnelle aux impôts locaux des communes, sans fiscalité professionnelle de zone (FPZ ) et sans fiscalité professionnelle sur les éoliennes (FPE).
Elle collecte également la taxe d'enlèvement des ordures ménagères (TEOM), qui finance ce service public.

## Projets et réalisations
Habitat et logement
L'intercommunalité s'est dotée d'une opération programmée d'amélioration de l'habitat (OPAH) destinée à permettre la réhabilitation de 135 logements de 2017 à 2020.
Petite enfance
La communauté de communes s'est dotée en 2017 d'une crèche, équipement rare en milieu rural.